# Trần Văn Vệ
Trần Văn Vệ (sinh năm 1959) là Trung tướng Công an nhân dân Việt Nam đã nghỉ hưu. Ông nguyên là Phó thủ trưởng Thường trực Cơ quan Cảnh sát Điều tra Bộ Công an, nguyên Chánh Văn phòng Cơ quan Cảnh sát Điều tra Bộ Công an, nguyên Quyền Tổng cục trưởng Tổng cục Cảnh sát, Bộ Công an (Việt Nam), nguyên Giám đốc Công an tỉnh Thái Bình.

## Sự nghiệp
Trần Văn Vệ sinh năm 1959.
Ông được đào tạo cơ bản và trưởng thành từ công an cơ sở.
Trần Văn Vệ từng giữ các chức vụ trong lực lượng Công an nhân dân Việt Nam như: Phó Trưởng phòng, Trưởng phòng, Phó Giám đốc Công an tỉnh Thái Bình, Ủy viên Ban Thường vụ Tỉnh ủy tỉnh Thái Bình.
Từ năm 2005 đến năm 2009, ông là đại tá, Bí thư Đảng ủy, Giám đốc Công an tỉnh Thái Bình.
Ngày 9 tháng 9 năm 2010, Thủ tướng Chính phủ Việt Nam Nguyễn Tấn Dũng đã có Quyết định số 1661/QĐ-TTG phê chuẩn miễn nhiệm chức danh Ủy viên Ủy ban nhân dân tỉnh Thái Bình nhiệm kỳ 2004 - 2011 của ông Trần Văn Vệ, nguyên Giám đốc Công an tỉnh Thái Bình, để nhận nhiệm vụ mới.
Sau đó, ông giữ chức Phó tổng cục trưởng Tổng cục Cảnh sát Quản lý hành chính về trật tự, an toàn xã hội.
Từ tháng 12/2014, ông là Phó Bí thư Đảng ủy Tổng cục Cảnh sát nhiệm kỳ 2011 - 2015.
Từ tháng 1/2017, ông được giao phụ trách Tổng cục Cảnh sát.
Tháng 4 năm 2017, ông được giao Quyền Tổng cục trưởng Tổng cục Cảnh sát (Quyết định 515/QĐ-TTg của Thủ tướng Chính phủ Nguyễn Xuân Phúc).
Ông nguyên là Phó Bí thư Đảng ủy Tổng cục Cảnh sát nhiệm kỳ 2015 - 2020.
Ngày 10 tháng 8 năm 2018, Bộ trưởng Bộ Công an Tô Lâm ký quyết định bổ nhiệm Trung tướng Trần Văn Vệ 59 tuổi, nguyên Quyền Tổng cục trưởng Tổng cục Cảnh sát Bộ Công an làm Phó thủ trưởng Thường trực Cơ quan Cảnh sát điều tra kiêm Chánh Văn phòng Cơ quan Cảnh sát điều tra.
Cuối năm 2019, ông nghỉ hưu trí.

## Lịch sử thụ phong quân hàm
Năm 2009, ông mang quân hàm Đại tá.
Năm 2012-2015, ông mang quân hàm Thiếu tướng Công an nhân dân Việt Nam.
Năm 2016, ông mang quân hàm Trung tướng Công an nhân dân Việt Nam.